# ビリー・マレー (野球)
ウィリアム・ジェレマイア・"ビリー"・マレー（William Jeremiah "Billy" Murray、1864年4月13日 - 1937年5月25日）は、19世紀末から20世紀初頭にかけて最も成功したアメリカ合衆国のマイナーリーグ野球監督のひとり。1907年から1909年にかけての3シーズンは、メジャーリーグベースボールのナショナルリーグに所属するフィラデルフィア・フィリーズで監督を務めた。
マサチューセッツ州ピーボディに生まれたマレーは、25歳だった1889年に、当時存在していたセントラル・インターステート・リーグ (Central Interstate League) に所属していたイリノイ州クインシー (Quincy) のチーム「レイヴンズ (Ravens)」で、はじめてマイナーリーグの監督となった。1891年にクインシーで、翌1892年に監督となったイリノイ＝アイオワ・リーグ (Illinois–Iowa League) のジョリエットでも、リーグ優勝を成し遂げたマレーは、1894年から1902年までの9シーズンを、マイナーリーグ最上位のイースタン・リーグ（Eastern League：インターナショナルリーグの前身）に所属していたプロビデンス・グレイズ（Providence Grays：メジャーリーグのプロビデンス・グレイズとは別個のチーム）の指揮を執った。次いで、同じくイースタンのジャージー・シティ・スキーターズ (Jersey City Skeeters) の監督に転じ、4シーズンにわたって好成績を残し、リーグ優勝も1回果たした。マレーのマイナーリーグにおける監督戦績は、18シーズン通算で1,234勝876敗であり、勝率 .585 は、マイナーリーグの監督を長く務めた者の中では最も高い部類に属していた。
マレーは1907年に、直前の1906年のシーズンに71勝で4位に終わっていたフィラデルフィア・フィリーズの監督となった。マレーが指揮した最初のシーズンであった1907年には、フィリーズは83勝で3位となったが、リーグ優勝したシカゴ・カブスには、ゲーム差21½と大差をつけられた。翌1908年にもチームは83勝したが、順位は4位に後退し、カブスとのゲーム差は16であった。1909年のフィリーズは、さらに失墜し、74勝で5位、優勝したピッツバーグ・パイレーツとのゲーム差は36½となり、マレーは監督を退任し、レッド・ドゥーイン (Red Dooin) に交替した。メジャーリーグにおける監督戦績は、240勝214敗、勝率 .529 であった。
マレーは、オハイオ州ヤングスタウンにおいて、72歳で死去した。